# Glenwood (Georgia)
Glenwood – miasto w Stanach Zjednoczonych, w stanie Georgia, w hrabstwie Wheeler.